# Blackest Night
Blackest Night (No Brasil: A Noite Mais Densa) é um crossover de quadrinhos americanos, publicado originalmente pela DC Comics entre 2009 e 2010, com a minissérie principal escrita por Geoff Johns e desenhada pelo brasileiro Ivan Reis, sendo considerada um dos maiores clássicos do personagem Lanterna Verde.
O arco envolve Nekron, uma personificação da força da morte que ressuscita falecidos super-heróis, e que visa eliminar toda a vida e a emoção do universo. Geoff Johns identificou como tema central da série a "emoção". Basicamente é a terceira parte da saga que o roteirista Geoff Johns começou em Lanterna Verde: Renascimento (seguido por Sinestro Corps War, cujo título foi adaptado no Brasil pela Editora Panini como Guerra dos Anéis).
O crossover foi publicado nos Estados Unidos durante oito meses através de uma minissérie homônima, bem como nos títulos Green Lantern e Green Lantern Corps. Além disso, vários outros títulos relacionados foram lançados.

## Sinopse
“No dia mais claro, na noite mais densa, o mal sucumbirá ante a minha presença. Aquele que venera o mal há de penar, quando o poder do Lanterna Verde enfrentar.”
No livro dos Lanternas está escrito que, nesta noite, as sete Tropas que representam o espectro emocional (as cores verde, vermelho, laranja, amarelo, azul, índigo e violeta) irão digladiar até a morte, resultando no surgimento de uma oitava, a Tropa Negra. É uma guerra entre todos os tipos de Lanternas da galáxia onde vários dos super-heróis (e vilões) mortos (incluindo do multiverso e terras paralelas) voltaram a vida para lutar ao lado dos Lanternas Negros. Basicamente na trama temos o vilão Mão-Negra utilizando a Lanterna Negra da Morte para levantar todos os mortos, como por exemplo, Aquaman, Batman, etc., com o principal intuito que seria de erguer Nekron, o portador da Lanterna Negra. A partir dai, durante a saga acompanhamos Hal Jordan em uma enorme jornada junto com todas as Tropas do Espectro Eletromagnético Emocional e os grandes heróis da Terra, tendo eles que enfrentar uma ameaça em nível cósmico. O interessante é que durante a saga existem 3 linhas de eventos diferentes: a principal ocorrendo na Terra, outra acontecendo em Oa e depois em Mogo.

## Publicação
Foi publicada no Brasil pela Editora Panini na revista mensal do Lanterna Verde #23 (JUL 2010) e também em uma revista especial chamada A Noite Mais Densa #00 (Julho de 2010) (na qual nos EUA foi lançada no Free Comic Book Day junto com um anel do poder).
| EUA - DC COMICS                | EUA - DC COMICS                        |                             | BRASIL - PANINI COMICS           | BRASIL - PANINI COMICS                | BRASIL - PANINI COMICS |
| DATA DA PUBLICAÇÃO             | TÍTULO                                 | DATA DA PUBLICAÇÃO          | TÍTULO                           | HISTÓRIAS ORIGINAIS                   |                        |
| JUL 2009                       | Blackest Night #0                      | JUL 2010                    | Lanterna Verde Nº 23             | Green Lantern #43                     |                        |
| SET 2009                       | Green Lantern #43                      | JUL 2010                    | A Noite Mais Densa - 0 de 8      | Blackest Night #0                     |                        |
| SET 2009                       | Blackest Night #1                      | JUL 2010                    | A Noite Mais Densa - 1 de 8      | Blackest Night #1                     |                        |
| SET 2009                       | Blackest Night: Tales of the Corps #1  | JUL 2010                    | A Noite Mais Densa - 1 de 8      | Blackest Night: Tales of the Corps #1 |                        |
| SET 2009                       | Green Lantern #44                      | AGO 2010                    | Lanterna Verde Nº 24             | Green Lantern #44                     |                        |
| SET 2009                       | Blackest Night: Tales of the Corps #2  | AGO 2010                    | Lanterna Verde Nº 24             | Green Lantern Corps #39               |                        |
| SET 2009                       | Blackest Night: Tales of the Corps #3  | AGO 2010                    | Lanterna Verde Nº 24             | Blackest Night: Titans #1             |                        |
| OUT 2009                       | Green Lantern #45                      | AGO 2010                    | Universo DC Nº 2                 | Blackest Night: Batman 1              |                        |
| OUT 2009                       | Blackest Night #2                      | AGO 2010                    | A Noite Mais Densa - 2 de 8      | Blackest Night #2                     |                        |
| OUT 2009                       | Blackest Night: Batman #1              | AGO 2010                    | A Noite Mais Densa - 2 de 8      | Blackest Night: Tales of the Corps #1 |                        |
| OUT 2009                       | Green Lantern Corps #39                | AGO 2010                    | A Noite Mais Densa - 2 de 8      | Blackest Night: Tales of the Corps #2 |                        |
| OUT 2009                       | Blackest Night: Superman #1            | SET 2010                    | Lanterna Verde Nº 25             | Green Lantern #45                     |                        |
| OUT 2009                       | Blackest Night: Titans #1              | SET 2010                    | Lanterna Verde Nº 25             | Green Lantern Corps #40               |                        |
| NOV 2009                       | Blackest Night: Batman #2              | SET 2010                    | Lanterna Verde Nº 25             | Blackest Night: Titans #2             |                        |
| NOV 2009                       | Green Lantern Corps #40                | SET 2010                    | Universo DC nº 3                 | Blackest Night: Superman #1           |                        |
| NOV 2009                       | Blackest Night #3                      | SET 2010                    | Universo DC nº 3                 | Blackest Night: Batman #2             |                        |
| NOV 2009                       | Blackest Night: Superman #2            | SET 2010                    | A Noite Mais Densa - 3 de 8      | Blackest Night #3                     |                        |
| NOV 2009                       | Blackest Night: Titans #2              | SET 2010                    | A Noite Mais Densa - 3 de 8      | Blackest Night: Tales of the Corps #1 |                        |
| NOV 2009                       | Green Lantern #46                      | SET 2010                    | A Noite Mais Densa - 3 de 8      | Blackest Night: Tales of the Corps #2 |                        |
| DEZ 2009                       | Blackest Night: Batman #3              | OUT 2010                    | Lanterna Verde nº 26             | Green Lantern #46                     |                        |
| DEZ 2009                       | Green Lantern Corps #41                | OUT 2010                    | Lanterna Verde nº 26             | Green Lantern Corps #41               |                        |
| DEZ 2009                       | Blackest Night: Superman #3            | OUT 2010                    | Lanterna Verde nº 26             | Blackest Night: Titans #3             |                        |
| DEZ 2009                       | Blackest Night #4                      | OUT 2010                    | Universo DC nº 4                 | Blackest Night: Superman #2           |                        |
| DEZ 2009                       | Blackest Night: Titans #3              | OUT 2010                    | Universo DC nº 4                 | Blackest Night: Batman #3             |                        |
| DEZ 2009                       | Green Lantern #47                      | OUT 2010                    | A Noite Mais Densa - 4 de 8      | Blackest Night #4                     |                        |
| JAN 2010                       | Doom Patrol (Volume 5) #4              | OUT 2010                    | A Noite Mais Densa - 4 de 8      | Blackest Night: Tales of the Corps #2 |                        |
| JAN 2010                       | Booster Gold (Volume 2) #26            | NOV 2010                    | Liga da Justiça nº 96            | Blackest Night: Flash #1              |                        |
| JAN 2010                       | Green Lantern Corps #42                | NOV 2010                    | Lanterna Verde nº 27             | Green Lantern #47                     |                        |
| JAN 2010                       | R.E.B.E.L.S. (Volume 2) #10            | NOV 2010                    | Lanterna Verde nº 27             | Green Lantern Corps #42               |                        |
| JAN 2010                       | Adventure Comics (Volume 2) #4         | NOV 2010                    | Lanterna Verde nº 27             | Teen Titans #77                       |                        |
| JAN 2010                       | The Outsiders (Volume 4) #24           | NOV 2010                    | A Noite Mais Densa - 5 de 8      | Blackest Night #5                     |                        |
| JAN 2010                       | Superman/Batman #66                    | NOV 2010                    | A Noite Mais Densa - 5 de 8      | Blackest Night: Tales of the Corps #3 |                        |
| JAN 2010                       | Blackest Night #5                      | NOV 2010                    | Universo DC nº 5                 | Adventure Comics (Volume 2) #4        |                        |
| JAN 2010                       | Green Lantern #48                      | NOV 2010                    | Universo DC nº 5                 | Blackest Night: Superman #3           |                        |
| JAN 2010                       | Justice League of America (Vol. 2) #39 | NOV 2010                    | Universo DC nº 5                 | Superman/Batman #66                   |                        |
| JAN 2010                       | Teen Titans (Volume 3) #77             | DEZ 2010                    | Lanterna Verde nº 28             | Green Lantern #48                     |                        |
| FEV 2010                       | Blackest Night: Flash #1               | DEZ 2010                    | Lanterna Verde nº 28             | Green Lantern Corps #43               |                        |
| FEV 2010                       | Blackest Night: Wonder Woman #1        | DEZ 2010                    | Lanterna Verde nº 28             | Teen Titans #78                       |                        |
| FEV 2010                       | Adventure Comics (Volume 2) #5         | DEZ 2010                    | Liga da Justiça nº 97            | Justice League of America (Vol 2) #39 |                        |
| FEV 2010                       | Booster Gold (Volume 2) #27            | DEZ 2010                    | Liga da Justiça nº 97            | Justice League of America (Vol 2) #40 |                        |
| FEV 2010                       | Doom Patrol (Volume 5) #5              | DEZ 2010                    | Liga da Justiça nº 97            | Blackest Night: Flash #2              |                        |
| FEV 2010                       | R.E.B.E.L.S. (Volume 2) #11            | DEZ 2010                    | A Noite Mais Densa - 6 de 8      | Blackest Night #6                     |                        |
| FEV 2010                       | Green Lantern Corps #43                | DEZ 2010                    | A Noite Mais Densa - 6 de 8      | The Atom and Hawkman #46              |                        |
| FEV 2010                       | Justice League of America (Vol. 2) #40 | DEZ 2010                    | Universo DC nº 6                 | Adventure Comics (Volume 2) #5        |                        |
| FEV 2010                       | The Outsiders (Volume 4) #25           | DEZ 2010                    | Universo DC nº 6                 | Superman/Batman #67                   |                        |
| FEV 2010                       | Superman/Batman #67                    | DEZ 2010                    | Universo DC nº 6                 | Blackest Night: Wonder Woman #1       |                        |
| FEV 2010                       | Green Lantern #49                      | DEZ 2010                    | Universo DC nº 6                 | Blackest Night: Wonder Woman #2       |                        |
| FEV 2010                       | Blackest Night: JSA #1                 | JAN 2011                    | Lanterna Verde nº 29             | Green Lantern #49                     |                        |
| FEV 2010                       | Teen Titans (Volume 3) #78             | JAN 2011                    | Lanterna Verde nº 29             | Green Lantern #50                     |                        |
| FEV 2010                       | Blackest Night #6                      | JAN 2011                    | Lanterna Verde nº 29             | Green Lantern Corps #44               |                        |
| MAR 2010                       | Blackest Night: Wonder Woman #2        | JAN 2011                    | Liga da Justiça nº 98            | Blackest Night: Flash #2              |                        |
| MAR 2010                       | Suicide Squad #67                      | JAN 2011                    | Liga da Justiça nº 98            | Blackest Night: Flash #3              |                        |
| MAR 2010                       | Weird Western Tales #71                | JAN 2011                    | A Noite Mais Densa - 7 de 8      | Blackest Night #7                     |                        |
| MAR 2010                       | Catwoman (Volume 3) #83                | JAN 2011                    | A Noite Mais Densa - 7 de 8      | Phantom Stranger (Volume 2) #42       |                        |
| MAR 2010                       | Power of Shazam #48                    | JAN 2011                    | Universo DC nº 7                 | Blackest Night: JSA #1                |                        |
| MAR 2010                       | Secret Six (Volume 3) #17              | JAN 2011                    | Universo DC nº 7                 | Adventure Comics (Volume 2) #5        |                        |
| MAR 2010                       | Green Lantern Corps #44                | JAN 2011                    | Universo DC nº 7                 | Blackest Night: Flash #3              |                        |
| MAR 2010                       | Blackest Night: Flash #2               | JAN 2011                    | Universo DC nº 7                 | Blackest Night: Wonder Woman #3       |                        |
| MAR 2010                       | The Phantom Stranger (Vol. 2) #42      | JAN 2011                    | A Noite Mais Densa Especial nº 1 | The Power of Shazam! #48              |                        |
| MAR 2010                       | Starman (Volume 2) #81                 | JAN 2011                    | A Noite Mais Densa Especial nº 1 | The Question #37                      |                        |
| MAR 2010                       | Green Lantern #50                      | JAN 2011                    | A Noite Mais Densa Especial nº 1 | Weird Western Tales #71               |                        |
| MAR 2010                       | Atom and Hawkman #46                   | JAN 2011                    | A Noite Mais Densa Especial nº 1 | Suicide Squad #67                     |                        |
| MAR 2010                       | Blackest Night: JSA #2                 | JAN 2011                    | A Noite Mais Densa Especial nº 1 | Secret Six (Volume 3) #17             |                        |
| MAR 2010                       | Question #37                           | JAN 2011                    | A Noite Mais Densa Especial nº 1 | Secret Six (Volume 3) #18             |                        |
| ABR 2010                       | Blackest Night: Wonder Woman #3        | FEV 2011                    | Lanterna Verde nº 30             | Green Lantern #51                     |                        |
| ABR 2010                       | Adventure Comics (Volume 2) #7         | FEV 2011                    | Lanterna Verde nº 30             | Green Lantern #52                     |                        |
| ABR 2010                       | Secret Six (Volume 3) #18              | FEV 2011                    | Lanterna Verde nº 30             | Green Lantern Corps #45               |                        |
| ABR 2010                       | Green Lantern #51                      | FEV 2011                    | Lanterna Verde nº 30             | Green Lantern Corps #46               |                        |
| ABR 2010                       | Green Lantern Corps #45                | FEV 2011                    | Liga da Justiça nº 99            | Green Arrow #30                       |                        |
| ABR 2010                       | Blackest Night: Flash #3               | FEV 2011                    | A Noite Mais Densa - 8 de 8      | Starman (Volume 2) #81                |                        |
| ABR 2010                       | Blackest Night #7                      | FEV 2011                    | A Noite Mais Densa - 8 de 8      | Blackest Night #8                     |                        |
| ABR 2010                       | Blackest Night: JSA #3                 | FEV 2011                    | Universo DC nº 8                 | Adventure Comics (Volume 2) #7        |                        |
| ABR 2010                       | Green Arrow and Black Canary #30       | FEV 2011                    | Universo DC nº 8                 | Blackest Night: JSA #2                |                        |
| MAI 2010                       | Green Lantern Corps #46                | FEV 2011                    | Universo DC nº 8                 | Blackest Night: JSA #3                |                        |
| MAI 2010                       | Green Lantern #52                      | FEV 2011                    | A Noite Mais Densa Especial nº 2 | Outsiders (Volume 4) #24              |                        |
| MAI 2010                       | Blackest Night #8                      | FEV 2011                    | A Noite Mais Densa Especial nº 2 | Outsiders (Volume 4) #25              |                        |
|                                |                                        | FEV 2011                    | A Noite Mais Densa Especial nº 2 | Booster Gold (Volume 2) #26           |                        |
| Booster Gold (Volume 2) #27    |                                        | FEV 2011                    | A Noite Mais Densa Especial nº 2 |                                       |                        |
| Catwoman (Volume 3) #83        |                                        | FEV 2011                    | A Noite Mais Densa Especial nº 2 |                                       |                        |
| NÃO FORAM PUBLICADOS NO BRASIL | NÃO FORAM PUBLICADOS NO BRASIL         | Doom Patrol (Volume 5) #4   |                                  |                                       |                        |
| NÃO FORAM PUBLICADOS NO BRASIL | NÃO FORAM PUBLICADOS NO BRASIL         | Doom Patrol (Volume 5) #5   |                                  |                                       |                        |
| NÃO FORAM PUBLICADOS NO BRASIL | NÃO FORAM PUBLICADOS NO BRASIL         | R.E.B.E.L.S. (Volume 2) #10 |                                  |                                       |                        |
| NÃO FORAM PUBLICADOS NO BRASIL | NÃO FORAM PUBLICADOS NO BRASIL         | R.E.B.E.L.S. (Volume 2) #11 |                                  |                                       |                        |

## Coletâneas

### Originais (Estados Unidos)
A série e suas conexões (tie-in) foram coletados em vários encadernados:
- Blackest Night (inclui Blackest Night #0–8, 304 páginas, capa dura, July 2010, ISBN 1-4012-2693-0; capa cartão, Julho de 2011, ISBN 1-4012-2953-0)
- Blackest Night: Green Lantern (inclui Green Lantern vol. 4 #43–52, 272 páginas, capa dura, July 2010, ISBN 1-4012-2786-4; capa cartão, Julho de 2011, ISBN 1-4012-2952-2)
- Blackest Night: Green Lantern Corps (inclui Green Lantern Corps vol. 2 #39–46, 264 páginas, capa dura, Julho de 2010, ISBN 1-4012-2788-0; capa cartão, Julho de 2011, ISBN 1-4012-2805-4)
- Blackest Night: Tales of the Corps (inclui Tales of the Corps #1–3 e histórias de Green Lantern vol. 4 #49 e Adventure Comics vol. 2 #4–5, 176 páginas, capa dura, Julho de 2010, ISBN 1-4012-2790-2; capa cartão, Agosto de 2011, ISBN 1-4012-2807-0)
- Blackest Night: Black Lantern Corps Volume One (inclui Blackest Night: Batman #1–3, Blackest Night: Superman #1–3, e Blackest Night: Titans #1–3; 256 páginas, capa dura, Julho de 2010, ISBN 1-4012-2784-8; capa cartão, Julho de 2011, ISBN 1-4012-2804-6)
- Blackest Night: Black Lantern Corps Volume Two (inclui Blackest Night: Wonder Woman #1–3, Blackest Night: JSA #1–3 and Blackest Night: The Flash #1–3, 240 páginas, capa dura, Julho de 2010, ISBN 1-4012-2785-6; capa cartão, Julho de 2011, ISBN 1-4012-2803-8)
- Blackest Night: Rise of the Black Lanterns (inclui The Atom and Hawkman #46, The Question #37, Phantom Stranger vol. 2 #42, Starman vol. 2 #81, The Power of Shazam! #48, Catwoman vol. 3 #83, Weird Western Tales #71, Green Arrow vol. 4 #30, e Adventure Comics vol. 2 #7; 256 páginas, capa dura, July 2010, ISBN 1-4012-2789-9; capa cartão, Agosto de 2011, ISBN 1-4012-2806-2)

### No Brasil

#### Panini Comics
- DC Deluxe Lanterna Verde: A Noite Mais Densa (inclui Blackest Night #0–8 e Green Lantern #43–52; 532 páginas, Capa Dura, Outubro de 2017, ISBN 978-8583681946).[4]